# Moca discophora
Moca discophora is een vlinder uit de familie van de Immidae. De wetenschappelijke naam van de soort is voor het eerst geldig gepubliceerd in 1915 door Durrant.